# Sakari Tuomioja
Sakari Severi Tuomioja (29 tháng 8 năm 1911 - 9 tháng 9 năm 1964) là một chính trị gia người Phần Lan (Đảng Tiến bộ Quốc gia), nhà ngoại giao, Thủ tướng Phần Lan trong chính phủ chăm sóc được thành lập năm 1953. Tuomioja cũng là đại sứ Phần Lan tại Thụy Điển và Anh Quốc và từng là Bộ trưởng Ngoại giao (1951-1952).
Sakari Tuomioja sinh ra ở Tampere, con trai của Walto Tuomioja và Laina Sofia Tuomioja (nhũ danh Boman). Ông kết hôn với Vappu Illike Tuomioja (née Wuolijoki), con gái của nhà văn sinh ra tại Estonia Hella Wuolijoki. Họ có hai con, Tuuli và Erkki (Bộ trưởng Ngoại giao Phần Lan vào những năm 90, 2000 và 2010). Trong Chiến tranh Tiếp diễn, Tuomioja gia nhập cái gọi là phe đối lập hòa bình (là một trong số ít các đảng viên Đảng Tiến bộ Quốc gia). Sau chiến tranh, phe của ông mất đi cuộc đấu tranh quyền lực trong Đảng Tiến bộ Quốc gia, và những người ủng hộ của Tuomioja được mời tham gia vào Liên minh Dân chủ Nhân dân Phần Lan, một đề xuất đã bị từ chối.
Giai đoạn năm 1945–1955, ông là thống đốc Ngân hàng Phần Lan
Sau đó, Sakomotoja là một đại diện Liên Hợp Quốc tại tranh chấp Síp năm 1963. Trước Síp, Tuomioja là Uỷ viên Kinh tế Liên hiệp quốc cho Tổng Thư ký Châu Âu từ năm 1957 đến năm 1960. Tuomioja là ứng cử viên tổng thống của đảng của ông, Liên đoàn Tự do và Quốc hội Đảng Liên hiệp trong cuộc bầu cử năm 1956. Tuomioja là người Finn đầu tiên trở thành thành viên của nhóm Bilderberg. Ông chết, 53 tuổi, ở Helsinki.